# Benedito Castrucci
Benedito Castrucci (São Paulo, 08 de julho de 1909 — São Paulo, 02 de janeiro de 1995) ex-professor titular aposentado da Universidade de São Paulo, autor de dezenas de livros de matemática, com milhares de exemplares vendidos.

## Biografia
Benedito Castrucci nasceu no Bairro do Brás em São Paulo no dia 9 de julho de 1909. Filho de Angelo Castrucci, norte-americano de origem Italiana, nascido na Louisiana, Estados Unidos, emigrado para o Brasil com seu irmão Jacob Castrucci posteriormente para trabalhar em São Paulo na então São Paulo Railway e Maria de Jesus Oliveira, brasileira de origem portuguesa nascida em Minas Gerais.
Suas raízes familiares tem origem nos Castrucci degli Anteliminelli, tem seu assento Aristocratico em Lucca, Toscana, Italia (Libro d'oro da Nobilta' italiana). Benedito foi o 24o  geracao em linha direta do Duque di Lucca (Dux Lucensis) original Castruccio Castracani degli Antelminelli. 
O titulo nobiliarquico teve origem em 1316 por apontamento real do Imperador do Sacro Imperio Romano Cristao, Ludwig (O Bavaro) 
O titulo, todavia tem um caráter pragmático, dada a extinção completa da Nobreza hierárquica italiana no plebiscito público de 1948. 
Na Revolução Constitucionalista de 1932, Benedito Castrucci apos treinamento se voluntaria para o front, servindo como Tenente no Batalhão Borba Gato. Ferido durante 1932 retorna para assistir o fim da tentativa de derrubada de Getúlio Vargas e convocação de uma Assembleia Constituinte Nacional.

## Vida pessoal
Benedito Castrucci casou-se com Ermelinda de Lauro em 1931,em São Paulo.
Tiveram 5 filhos:
- Plinio Benedito de Lauro Castrucci,nascido em 21 de dezembro 1932.
- Zilah Terezinha de Lauro Castrucci,nascida em 12 de junho de 1934.
- Suzette de Lauro Castrucci,nascida em 17 de outubro de 1936.
- Antonio Carlos de Lauro Castrucci,nascido em 28 de setembro de 1938.
- Ana Maria de Lauro Castrucci, nascida em 6 de fevereiro de 1948.

## Educação
Bacharel em Ciências Jurídicas e Sociais em 1935, e licenciado em Ciências Matemáticas e Físicas pela Universidade de São Paulo em 1939.
Designado, em 1940, para o cargo de assistente de Geometria e, posteriormente, foi contratado para o cargo de assistente científico da Cadeira de Geometria Projetiva e Analítica. Em 1942, assumiu o cargo de Professor da Cadeira de Geometria Analítica, Projetiva e Descritiva e, no ano seguinte, doutorava-se pela Faculdade de Filosofia, Ciências e Letras da Universidade de São Paulo, em Ciências Matemáticas.
Com a desvinculação da Seção de Matemática da Faculdade de Filosofia e a conseqüente criação do Instituto de Matemática e Estatística da Universidade de São Paulo, após a Reforma Universitária, Professor Castrucci transferiu-se para o referido Instituto, iniciando assim uma outra trajetória, sempre marcada por dedicação, seriedade e capacidade.
Atuante na área de ensino e de pesquisa participou das mais diversas instituições científicas em sua especialização e contribuiu, também, para as vertentes acadêmico-administrativas da Universidade.
Durante os anos 70 Professor Castrucci  exerceu cargo de professor visitante na Universidade de Giessen na Alemanha, trabalhando em conjunto com o matematico G. Pickert .
Integrou, em 1978, o Conselho de Ensino, Pesquisa e Extensão de Serviços à Comunidade (CEPE).
Durante os anos em que exerceu a docência, Professor Castrucci soube aglutinar em torno de si pessoas que levaram adiante seus projetos em geometria.
Em 1976 Castrucci lançou em parceria com o matemático José Ruy Giovanni a coleção A Conquista da Matemática pela editora FTD. Nove anos depois a obra havia vendido mais de seiscentos mil exemplares, sendo o trabalho mais conhecido de Castrucci. Ao todo Castrucci escreveu mais de quarenta obras, tendo sido vendidos mais de seis milhões de exemplares.

## Morte
Professor Benedito faleceu rodeado pela família no dia 02 de janeiro de 1995 em São Paulo aos 85 anos.

## Legado
Professor Castrucci doou a sua biblioteca privada para a Biblioteca Carlos Benjamin de Lyra do IME-USP. Por conta de sua história de dedicação à Educação, o Estado de São Paulo dedicou seu nome a EMEI BENEDICTO CASTRUCCI (EMEI - Escola Municipal de Educação Infantil). A coleção de Matemática ginasial escrita pelo Professor Benedito Castrucci a 45 anos , ainda vigora por inúmeras escolas no Brasil.